# Eleições autárquicas portuguesas de 1997 no distrito de Viseu
| Eleições autárquicas portuguesas de 1997 Distritos: Aveiro \| Beja \| Braga \| Bragança \| Castelo Branco \| Coimbra \| Évora \| Faro \| Guarda \| Leiria \| Lisboa \| Portalegre \| Porto \| Santarém \| Setúbal \| Viana do Castelo \| Vila Real \| Viseu \| Açores \| Madeira |

## Resultados por concelho
Os resultados nos concelhos do Distrito de Viseu foram os seguintes:

### Armamar
| Partido                 | Partido                        | Votos | %               | +/-   | Vereadores | +/-     |
| ----------------------- | ------------------------------ | ----- | --------------- | ----- | ---------- | ------- |
|                         | Partido Social Democrata       | 3 492 | 70,63 / 100,00  | 11,33 | 4 / 5      | Estável |
|                         | Partido Socialista             | 778   | 15,74 / 100,00  | 6,49  | 1 / 5      | 1       |
|                         | Coligação Democrática Unitária | 267   | 5,40 / 100,00   | 2,64  | 0 / 5      | Estável |
|                         | Partido Popular                | 225   | 4,55 / 100,00   | 14,43 | 0 / 5      | 1       |
| Votos Inválidos         | Votos Inválidos                | 182   | 3,68 / 100,00   | 0,75  |            |         |
| Total                   | Total                          | 4 944 | 100,00 / 100,00 |       | 5 / 5      |         |
| Eleitorado/Participação | Eleitorado/Participação        | 7 293 | 67,79 / 100,00  | 0,03  |            |         |

### Carregal do Sal
| Partido                 | Partido                        | Votos | %               | +/-   | Vereadores | +/-     |
| ----------------------- | ------------------------------ | ----- | --------------- | ----- | ---------- | ------- |
|                         | Partido Social Democrata       | 3 461 | 59,20 / 100,00  | 11,84 | 4 / 5      | 1       |
|                         | Partido Socialista             | 1 674 | 28,63 / 100,00  | 3,58  | 1 / 5      | Estável |
|                         | Partido Popular                | 367   | 6,28 / 100,00   | 14,70 | 0 / 5      | 1       |
|                         | Coligação Democrática Unitária | 72    | 1,23 / 100,00   | 1,03  | 0 / 5      | Estável |
| Votos Inválidos         | Votos Inválidos                | 272   | 4,66 / 100,00   | 0,32  |            |         |
| Total                   | Total                          | 5 846 | 100,00 / 100,00 |       | 5 / 5      |         |
| Eleitorado/Participação | Eleitorado/Participação        | 9 556 | 61,18 / 100,00  | 2,37  |            |         |

### Castro Daire
| Partido                 | Partido                        | Votos  | %               | +/-   | Vereadores | +/-     |
| ----------------------- | ------------------------------ | ------ | --------------- | ----- | ---------- | ------- |
|                         | Partido Social Democrata       | 6 533  | 64,17 / 100,00  | 25,41 | 5 / 7      | 2       |
|                         | Partido Socialista             | 2 223  | 21,84 / 100,00  | 0,91  | 2 / 7      | 1       |
|                         | Partido Popular                | 814    | 8,00 / 100,00   | 26,34 | 0 / 7      | 3       |
|                         | Coligação Democrática Unitária | 156    | 1,53 / 100,00   | 0,44  | 0 / 7      | Estável |
| Votos Inválidos         | Votos Inválidos                | 454    | 4,46 / 100,00   | 0,43  |            |         |
| Total                   | Total                          | 10 180 | 100,00 / 100,00 |       | 7 / 7      |         |
| Eleitorado/Participação | Eleitorado/Participação        | 16 197 | 62,85 / 100,00  | 3,82  |            |         |

### Cinfães
| Partido                 | Partido                        | Votos  | %               | +/-   | Vereadores | +/-     |
| ----------------------- | ------------------------------ | ------ | --------------- | ----- | ---------- | ------- |
|                         | Partido Socialista             | 4 653  | 35,65 / 100,00  | 6,24  | 3 / 7      | 1       |
|                         | Partido Social Democrata       | 4 134  | 31,67 / 100,00  | 12,05 | 2 / 7      | 2       |
|                         | Partido Popular                | 3 381  | 25,90 / 100,00  | 10,72 | 2 / 7      | 1       |
|                         | Coligação Democrática Unitária | 293    | 2,24 / 100,00   | 0,55  | 0 / 7      | Estável |
| Votos Inválidos         | Votos Inválidos                | 592    | 4,53 / 100,00   | 0,68  |            |         |
| Total                   | Total                          | 13 053 | 100,00 / 100,00 |       | 7 / 7      |         |
| Eleitorado/Participação | Eleitorado/Participação        | 20 905 | 62,44 / 100,00  | 1,26  |            |         |

### Lamego
| Partido                 | Partido                        | Votos  | %               | +/-   | Vereadores | +/-     |
| ----------------------- | ------------------------------ | ------ | --------------- | ----- | ---------- | ------- |
|                         | Partido Socialista             | 7 672  | 42,72 / 100,00  | 5,09  | 3 / 7      | Estável |
|                         | Partido Social Democrata       | 6 744  | 37,56 / 100,00  | 6,69  | 3 / 7      | 1       |
|                         | Partido Popular                | 2 407  | 13,40 / 100,00  | 11,81 | 1 / 7      | 1       |
|                         | Coligação Democrática Unitária | 479    | 2,67 / 100,00   | 1,21  | 0 / 7      | Estável |
| Votos Inválidos         | Votos Inválidos                | 655    | 3,65 / 100,00   | 0,40  |            |         |
| Total                   | Total                          | 17 957 | 100,00 / 100,00 |       | 7 / 7      |         |
| Eleitorado/Participação | Eleitorado/Participação        | 26 696 | 67,26 / 100,00  | 1,62  |            |         |

### Mangualde
| Partido                 | Partido                        | Votos  | %               | +/-   | Vereadores | +/-     |
| ----------------------- | ------------------------------ | ------ | --------------- | ----- | ---------- | ------- |
|                         | Partido Social Democrata       | 6 616  | 52,30 / 100,00  | 21,35 | 4 / 7      | 2       |
|                         | Partido Socialista             | 5 503  | 43,51 / 100,00  | 7,92  | 3 / 7      | 1       |
|                         | Coligação Democrática Unitária | 157    | 1,24 / 100,00   | 0,93  | 0 / 7      | Estável |
| Votos Inválidos         | Votos Inválidos                | 373    | 2,95 / 100,00   | 0,04  |            |         |
| Total                   | Total                          | 12 649 | 100,00 / 100,00 |       | 7 / 7      |         |
| Eleitorado/Participação | Eleitorado/Participação        | 19 135 | 66,10 / 100,00  | 2,08  |            |         |

### Moimenta da Beira
| Partido                 | Partido                        | Votos  | %               | +/-   | Vereadores | +/-     |
| ----------------------- | ------------------------------ | ------ | --------------- | ----- | ---------- | ------- |
|                         | Partido Social Democrata       | 4 017  | 54,88 / 100,00  | 16,98 | 4 / 7      | 1       |
|                         | Partido Socialista             | 2 483  | 33,92 / 100,00  | 8,03  | 3 / 7      | 1       |
|                         | Partido Popular                | 503    | 6,87 / 100,00   | 24,03 | 0 / 7      | 2       |
|                         | Coligação Democrática Unitária | 57     | 0,78 / 100,00   | 0,18  | 0 / 7      | Estável |
| Votos Inválidos         | Votos Inválidos                | 260    | 3,55 / 100,00   | 0,81  |            |         |
| Total                   | Total                          | 7 320  | 100,00 / 100,00 |       | 7 / 7      |         |
| Eleitorado/Participação | Eleitorado/Participação        | 11 159 | 65,60 / 100,00  | 4,54  |            |         |

### Mortágua
| Partido                 | Partido                        | Votos | %               | +/-  | Vereadores | +/-     |
| ----------------------- | ------------------------------ | ----- | --------------- | ---- | ---------- | ------- |
|                         | Partido Socialista             | 3 346 | 59,05 / 100,00  | 1,44 | 3 / 5      | Estável |
|                         | Partido Social Democrata       | 1 892 | 33,39 / 100,00  | 1,72 | 2 / 5      | Estável |
|                         | Coligação Democrática Unitária | 145   | 2,56 / 100,00   | 0,70 | 0 / 5      | Estável |
| Votos Inválidos         | Votos Inválidos                | 283   | 4,99 / 100,00   | 1,77 |            |         |
| Total                   | Total                          | 5 666 | 100,00 / 100,00 |      | 5 / 5      |         |
| Eleitorado/Participação | Eleitorado/Participação        | 9 768 | 58,01 / 100,00  | 3,30 |            |         |

### Nelas
| Partido                 | Partido                        | Votos  | %               | +/-  | Vereadores | +/-     |
| ----------------------- | ------------------------------ | ------ | --------------- | ---- | ---------- | ------- |
|                         | Partido Socialista             | 4 241  | 49,41 / 100,00  | 3,91 | 4 / 7      | Estável |
|                         | Partido Social Democrata       | 3 272  | 38,12 / 100,00  | 5,00 | 3 / 7      | Estável |
|                         | Partido Popular                | 592    | 6,90 / 100,00   | 1,87 | 0 / 7      | Estável |
|                         | Coligação Democrática Unitária | 101    | 1,18 / 100,00   | 0,83 | 0 / 7      | Estável |
|                         | União Democrática Popular      | 52     | 0,61 / 100,00   | -    | 0 / 7      | -       |
| Votos Inválidos         | Votos Inválidos                | 325    | 3,78 / 100,00   | 0,57 |            |         |
| Total                   | Total                          | 8 583  | 100,00 / 100,00 |      | 7 / 7      |         |
| Eleitorado/Participação | Eleitorado/Participação        | 13 124 | 65,40 / 100,00  | 1,14 |            |         |

### Oliveira de Frades
| Partido                 | Partido                        | Votos | %               | +/-   | Vereadores | +/-     |
| ----------------------- | ------------------------------ | ----- | --------------- | ----- | ---------- | ------- |
|                         | Partido Social Democrata       | 3 852 | 59,07 / 100,00  | 9,17  | 4 / 5      | 1       |
|                         | Partido Socialista             | 1 905 | 29,21 / 100,00  | 13,34 | 1 / 5      | 1       |
|                         | Partido Popular                | 356   | 5,46 / 100,00   | 1,26  | 0 / 5      | Estável |
|                         | Coligação Democrática Unitária | 178   | 2,73 / 100,00   | 1,88  | 0 / 5      | Estável |
| Votos Inválidos         | Votos Inválidos                | 230   | 3,53 / 100,00   | 1,04  |            |         |
| Total                   | Total                          | 6 521 | 100,00 / 100,00 |       | 5 / 5      |         |
| Eleitorado/Participação | Eleitorado/Participação        | 8 933 | 73,00 / 100,00  | 5,66  |            |         |

### Penalva do Castelo
| Partido                 | Partido                        | Votos | %               | +/-   | Vereadores | +/-     |
| ----------------------- | ------------------------------ | ----- | --------------- | ----- | ---------- | ------- |
|                         | Partido Popular Monárquico     | 2 977 | 50,03 / 100,00  | -     | 3 / 5      | -       |
|                         | Partido Social Democrata       | 2 103 | 35,34 / 100,00  | 10,35 | 2 / 5      | Estável |
|                         | Partido Socialista             | 413   | 6,94 / 100,00   | 5,17  | 0 / 5      | Estável |
|                         | Partido Popular                | 174   | 2,92 / 100,00   | 46,04 | 0 / 5      | 3       |
|                         | Coligação Democrática Unitária | 38    | 0,64 / 100,00   | 0,13  | 0 / 5      | Estável |
| Votos Inválidos         | Votos Inválidos                | 245   | 4,11 / 100,00   | 1,04  |            |         |
| Total                   | Total                          | 5 950 | 100,00 / 100,00 |       | 5 / 5      |         |
| Eleitorado/Participação | Eleitorado/Participação        | 8 688 | 68,49 / 100,00  | 4,34  |            |         |

### Penedono
| Partido                 | Partido                        | Votos | %               | +/-   | Vereadores | +/-     |
| ----------------------- | ------------------------------ | ----- | --------------- | ----- | ---------- | ------- |
|                         | Partido Social Democrata       | 1 085 | 48,05 / 100,00  | 10,16 | 3 / 5      | 1       |
|                         | Coligação Democrática Unitária | 563   | 24,93 / 100,00  | 15,28 | 1 / 5      | 1       |
|                         | Partido Socialista             | 519   | 22,98 / 100,00  | 3,14  | 1 / 5      | Estável |
| Votos Inválidos         | Votos Inválidos                | 91    | 4,03 / 100,00   | 1,98  |            |         |
| Total                   | Total                          | 2 258 | 100,00 / 100,00 |       | 5 / 5      |         |
| Eleitorado/Participação | Eleitorado/Participação        | 3 366 | 67,08 / 100,00  | 3,57  |            |         |

### Resende
| Partido                 | Partido                        | Votos  | %               | +/-  | Vereadores | +/-     |
| ----------------------- | ------------------------------ | ------ | --------------- | ---- | ---------- | ------- |
|                         | Partido Social Democrata       | 4 490  | 51,26 / 100,00  | 1,22 | 4 / 7      | Estável |
|                         | Partido Socialista             | 3 724  | 42,52 / 100,00  | 5,75 | 3 / 7      | Estável |
|                         | Partido Popular                | 227    | 2,59 / 100,00   | 2,61 | 0 / 7      | Estável |
|                         | Coligação Democrática Unitária | 75     | 0,86 / 100,00   | 1,35 | 0 / 7      | Estável |
| Votos Inválidos         | Votos Inválidos                | 243    | 2,78 / 100,00   | 0,57 |            |         |
| Total                   | Total                          | 8 759  | 100,00 / 100,00 |      | 7 / 7      |         |
| Eleitorado/Participação | Eleitorado/Participação        | 12 156 | 72,05 / 100,00  | 7,60 |            |         |

### Santa Comba Dão
| Partido                 | Partido                        | Votos  | %               | +/-  | Vereadores | +/-     |
| ----------------------- | ------------------------------ | ------ | --------------- | ---- | ---------- | ------- |
|                         | Partido Socialista             | 3 642  | 48,18 / 100,00  | 5,09 | 4 / 7      | Estável |
|                         | Partido Social Democrata       | 3 343  | 44,23 / 100,00  | 7,32 | 3 / 7      | Estável |
|                         | Partido Popular                | 216    | 2,86 / 100,00   | 1,71 | 0 / 7      | Estável |
|                         | Coligação Democrática Unitária | 66     | 0,87 / 100,00   | 0,28 | 0 / 7      | Estável |
| Votos Inválidos         | Votos Inválidos                | 292    | 3,86 / 100,00   | 0,23 |            |         |
| Total                   | Total                          | 7 559  | 100,00 / 100,00 |      | 7 / 7      |         |
| Eleitorado/Participação | Eleitorado/Participação        | 11 460 | 65,96 / 100,00  | 0,51 |            |         |

### São João da Pesqueira
| Partido                 | Partido                        | Votos | %               | +/-   | Vereadores | +/-     |
| ----------------------- | ------------------------------ | ----- | --------------- | ----- | ---------- | ------- |
|                         | Partido Social Democrata       | 4 105 | 77,97 / 100,00  | 27,83 | 5 / 5      | 2       |
|                         | Partido Socialista             | 743   | 14,11 / 100,00  | 6,27  | 0 / 5      | Estável |
|                         | Coligação Democrática Unitária | 141   | 2,68 / 100,00   | 0,62  | 0 / 5      | Estável |
| Votos Inválidos         | Votos Inválidos                | 276   | 5,24 / 100,00   | 0,76  |            |         |
| Total                   | Total                          | 5 265 | 100,00 / 100,00 |       | 5 / 5      |         |
| Eleitorado/Participação | Eleitorado/Participação        | 8 092 | 65,06 / 100,00  | 1,67  |            |         |

### São Pedro do Sul
| Partido                 | Partido                        | Votos  | %               | +/-  | Vereadores | +/-     |
| ----------------------- | ------------------------------ | ------ | --------------- | ---- | ---------- | ------- |
|                         | Partido Socialista             | 5 653  | 46,14 / 100,00  | 1,32 | 4 / 7      | Estável |
|                         | Partido Social Democrata       | 5 567  | 45,44 / 100,00  | 2,07 | 3 / 7      | Estável |
|                         | Coligação Democrática Unitária | 422    | 3,44 / 100,00   | 0,05 | 0 / 7      | Estável |
|                         | Partido Popular                | 236    | 1,93 / 100,00   | 2,56 | 0 / 7      | Estável |
| Votos Inválidos         | Votos Inválidos                | 373    | 3,05 / 100,00   | 0,88 |            |         |
| Total                   | Total                          | 12 251 | 100,00 / 100,00 |      | 7 / 7      |         |
| Eleitorado/Participação | Eleitorado/Participação        | 17 769 | 68,95 / 100,00  | 0,65 |            |         |

### Sátão
| Partido                 | Partido                        | Votos  | %               | +/-   | Vereadores | +/-     |
| ----------------------- | ------------------------------ | ------ | --------------- | ----- | ---------- | ------- |
|                         | Partido Social Democrata       | 4 231  | 53,97 / 100,00  | 1,15  | 4 / 7      | Estável |
|                         | Partido Socialista             | 2 687  | 34,28 / 100,00  | 11,37 | 3 / 7      | 1       |
|                         | Partido Popular                | 579    | 7,39 / 100,00   | 12,10 | 0 / 7      | 1       |
|                         | Coligação Democrática Unitária | 65     | 0,83 / 100,00   | 0,21  | 0 / 7      | Estável |
| Votos Inválidos         | Votos Inválidos                | 277    | 3,54 / 100,00   | 0,63  |            |         |
| Total                   | Total                          | 7 839  | 100,00 / 100,00 |       | 7 / 7      |         |
| Eleitorado/Participação | Eleitorado/Participação        | 12 540 | 62,51 / 100,00  | 1,38  |            |         |

### Sernancelhe
| Partido                 | Partido                        | Votos | %               | +/-   | Vereadores | +/-     |
| ----------------------- | ------------------------------ | ----- | --------------- | ----- | ---------- | ------- |
|                         | Partido Social Democrata       | 2 521 | 54,34 / 100,00  | 0,56  | 3 / 5      | Estável |
|                         | Partido Socialista             | 1 137 | 24,51 / 100,00  | 16,33 | 1 / 5      | 1       |
|                         | Partido Popular                | 776   | 16,73 / 100,00  | 17,90 | 1 / 5      | 1       |
|                         | Coligação Democrática Unitária | 40    | 0,86 / 100,00   | 0,34  | 0 / 5      | Estável |
| Votos Inválidos         | Votos Inválidos                | 165   | 3,55 / 100,00   | 0,65  |            |         |
| Total                   | Total                          | 4 639 | 100,00 / 100,00 |       | 5 / 5      |         |
| Eleitorado/Participação | Eleitorado/Participação        | 6 412 | 72,35 / 100,00  | 0,05  |            |         |

### Tabuaço
| Partido                 | Partido                        | Votos | %               | +/-  | Vereadores | +/-     |
| ----------------------- | ------------------------------ | ----- | --------------- | ---- | ---------- | ------- |
|                         | Partido Social Democrata       | 2 472 | 49,40 / 100,00  | 1,96 | 3 / 5      | Estável |
|                         | Partido Popular                | 1 322 | 26,42 / 100,00  | 0,64 | 1 / 5      | Estável |
|                         | Partido Socialista             | 1 004 | 20,06 / 100,00  | 2,87 | 1 / 5      | Estável |
|                         | Coligação Democrática Unitária | 30    | 0,60 / 100,00   | 0,13 | 0 / 5      | Estável |
| Votos Inválidos         | Votos Inválidos                | 176   | 3,52 / 100,00   | 0,40 |            |         |
| Total                   | Total                          | 5 004 | 100,00 / 100,00 |      | 5 / 5      |         |
| Eleitorado/Participação | Eleitorado/Participação        | 6 770 | 73,91 / 100,00  | 0,15 |            |         |

### Tarouca
| Partido                 | Partido                        | Votos | %               | +/-   | Vereadores | +/-     |
| ----------------------- | ------------------------------ | ----- | --------------- | ----- | ---------- | ------- |
|                         | Partido Socialista             | 1 977 | 42,14 / 100,00  | 33,56 | 3 / 5      | 3       |
|                         | Partido Social Democrata       | 1 596 | 34,02 / 100,00  | 11,34 | 2 / 5      | 1       |
|                         | Partido Popular                | 578   | 12,32 / 100,00  | 0,12  | 0 / 5      | Estável |
|                         | Coligação Democrática Unitária | 382   | 8,14 / 100,00   | 21,56 | 0 / 5      | 2       |
| Votos Inválidos         | Votos Inválidos                | 159   | 3,39 / 100,00   | 0,78  |            |         |
| Total                   | Total                          | 4 692 | 100,00 / 100,00 |       | 5 / 5      |         |
| Eleitorado/Participação | Eleitorado/Participação        | 7 358 | 63,77 / 100,00  | 2,10  |            |         |

### Tondela
| Partido                 | Partido                        | Votos  | %               | +/-  | Vereadores | +/-     |
| ----------------------- | ------------------------------ | ------ | --------------- | ---- | ---------- | ------- |
|                         | Partido Social Democrata       | 10 283 | 54,32 / 100,00  | 5,19 | 5 / 7      | 1       |
|                         | Partido Socialista             | 5 398  | 28,52 / 100,00  | 4,02 | 2 / 7      | Estável |
|                         | Partido Popular                | 1 701  | 8,99 / 100,00   | 9,58 | 0 / 7      | 1       |
|                         | Coligação Democrática Unitária | 557    | 2,94 / 100,00   | 0,40 | 0 / 7      | Estável |
| Votos Inválidos         | Votos Inválidos                | 990    | 5,23 / 100,00   | 0,77 |            |         |
| Total                   | Total                          | 18 929 | 100,00 / 100,00 |      | 7 / 7      |         |
| Eleitorado/Participação | Eleitorado/Participação        | 29 891 | 63,33 / 100,00  | 2,90 |            |         |

### Vila Nova de Paiva
| Partido                 | Partido                        | Votos | %               | +/-   | Vereadores | +/-     |
| ----------------------- | ------------------------------ | ----- | --------------- | ----- | ---------- | ------- |
|                         | Partido Socialista             | 1 451 | 36,91 / 100,00  | 19,45 | 2 / 5      | 1       |
|                         | Partido Popular                | 1 254 | 31,90 / 100,00  | 15,21 | 2 / 5      | Estável |
|                         | Partido Social Democrata       | 1 047 | 26,63 / 100,00  | 4,83  | 1 / 5      | 1       |
|                         | Coligação Democrática Unitária | 47    | 1,20 / 100,00   | 0,61  | 0 / 5      | Estável |
| Votos Inválidos         | Votos Inválidos                | 132   | 3,36 / 100,00   | 0,02  |            |         |
| Total                   | Total                          | 3 931 | 100,00 / 100,00 |       | 5 / 5      |         |
| Eleitorado/Participação | Eleitorado/Participação        | 5 613 | 70,03 / 100,00  | 0,71  |            |         |

### Viseu
| Partido                 | Partido                        | Votos  | %               | +/-  | Vereadores | +/-     |
| ----------------------- | ------------------------------ | ------ | --------------- | ---- | ---------- | ------- |
|                         | Partido Social Democrata       | 26 838 | 54,66 / 100,00  | 5,64 | 6 / 9      | 1       |
|                         | Partido Socialista             | 15 819 | 32,22 / 100,00  | 2,04 | 3 / 9      | Estável |
|                         | Partido Popular                | 4 012  | 8,17 / 100,00   | 2,04 | 0 / 9      | 1       |
|                         | Coligação Democrática Unitária | 610    | 1,24 / 100,00   | 0,32 | 0 / 9      | Estável |
|                         | União Democrática Popular      | 196    | 0,40 / 100,00   | -    | 0 / 9      | -       |
| Votos Inválidos         | Votos Inválidos                | 1 622  | 3,30 / 100,00   | 0,01 |            |         |
| Total                   | Total                          | 49 097 | 100,00 / 100,00 |      | 9 / 9      |         |
| Eleitorado/Participação | Eleitorado/Participação        | 78 923 | 62,21 / 100,00  | 2,05 |            |         |

### Vouzela
| Partido                 | Partido                        | Votos  | %               | +/-  | Vereadores | +/-     |
| ----------------------- | ------------------------------ | ------ | --------------- | ---- | ---------- | ------- |
|                         | Partido Socialista             | 3 780  | 49,12 / 100,00  | 3,84 | 4 / 7      | Estável |
|                         | Partido Social Democrata       | 3 359  | 43,65 / 100,00  | 2,85 | 3 / 7      | Estável |
|                         | Coligação Democrática Unitária | 329    | 4,28 / 100,00   | 0,40 | 0 / 7      | Estável |
| Votos Inválidos         | Votos Inválidos                | 227    | 2,95 / 100,00   | 0,30 |            |         |
| Total                   | Total                          | 7 695  | 100,00 / 100,00 |      | 7 / 7      |         |
| Eleitorado/Participação | Eleitorado/Participação        | 11 008 | 69,90 / 100,00  | 0,97 |            |         |